# Bleckede
Bleckede (phát âm tiếng Đức: [ˈbleːkədə]) là một thị xã ở huyện Lüneburg, bang Niedersachsen, Đức. Đô thị này có diện tích 139,9 km². Đô thị này nằm bên tả ngạn sông Elbe, cự ly khoảng 20 km về phía đông của Lüneburg.
Bleckede nằm trên con đường cảnh quan Đức.
Một phân trại của trại tập trung Nazi Neuengamme tồn tại từ ngày 24 tháng 8 năm 1944 đến ngày 15 tháng 2 năm 1945 tại khu Alt Garge.